# تکواژ
کوچک‌ترین یکای (واحد) زبان که دارای نقش دستوری و معنایی مستقل می‌باشد تکواژ یا نشانه نام دارد. هجاها و طول آن‌ها نمی‌توانند برای بازشناختن تکواژها ابزار سودمندی باشند. معیار و سنجهٔ بنیادین این است که تکواژ را نمی‌توان به یکاهای دستوری کوچک‌تر بخش کرد.
تکواژها از به‌هم‌پیوستن واج‌ها (کوچک‌ترین بخشهای گفتار) ساخته می‌شوند و تکواژها را نمی‌توان به واحدهای دستوری کوچک‌تر بخش کرد. تکواژها را به دو دسته بخش می‌کنند: تکواژ آزاد و تکواژ وابسته
در دانش زبان‌شناسی تکواژها را معمولاً میان دو ابرو قرار می‌دهند. مانند: {کن}، {من}
شمار تکواژهای یک زبان خیلی بیشتر از شمار واج‌های آن است.
تکواژی که مفاهیمی همچون جمع و زمان و نمود و مانند آن را به سازه‌ای می‌افزاید که به آن می‌پیوندد تکواژ تصریفی نامیده می‌شود؛ این تکواژ مقولهٔ دستوری سازه را تغییر نمی‌دهد. (مانند: تکواژ وابستهٔ تصریفی نشانهٔ گروه «ها/ان»)

## تکواژ آزاد
به تکواژی می‌گویند که به‌تنهایی در جمله به‌کار رود. تک‌واژ آزاد خود دو بخش است:
- تکواژ آزاد دستوری: تکواژهایی را گویند که معنی جداگانه‌ای ندارند؛ اما در ساخت دستوری جمله به صورت مستقل به کار می‌روند. این تکواژها عبارتند از:

۱) حروف اضافهٔ متمم‌ساز مانند: از، به، تا، برای، از برای، در، با و….
توجه: در واژه‌هایی مثل بنام (مشهور)، باادب و… به و با جزء تکواژهای وابستهٔ اشتقاقی اند (مشتق‌سازند) نه تکواژ آزاد دستوری؛ هرچند در شمارش تکواژ با هم تفاوتی ندارند.
۲) نشانهٔ مفعولی «را» ؛.
۳) حروف ربط همپایه‌ساز مانند: و، اما، ولی، یا.
۴) حروف ربط وابسته‌ساز مانند: که، تا، چون، اگر، زیرا و….
۵)نقش‌نمای اضافه (در ترکیب‌های وصفی یا اضافی): کتابِ من، خانهٔ دوست.
نکته:اتصال این حروف (مخصوصا حروف اضافهٔ ب) به اسم مانند بخانه، به‌دست، به‌وجود، به‌علت و… با این که در رسم‌الخط توصیه نمی‌شود، اما در ساختار واژه اثر نخواهد گذاشت؛ گویی که آن‌ها را به صورت جدا (مانند به خانه و…) نوشته‌ایم.
- تکواژ آزاد قاموسی (واژگانی): تکواژی است که دارای معنی مستقل است و در فرهنگ لغت برای آن معنی مشخصی می‌توان یافت. همچنین جهت یادآوری، بدیهی است که بن‌های ماضی و مضارع مصدرها و اسامی اشاره نیز در این دسته جای می‌گیرند؛ مانند: ابر، ماه، دست، اسب، رو (بن مضارع رفتن)، خواند(بن ماضی خواندن، این، آن و…

نکته: «اینها» و «آنها» همچنین «اینان» و «آنان» از یک تکواژ آزاد قاموسی (این) و یک تکواژ وابسته تصریفی (ها/ان) ساخته شده‌اند.

## تکواژ وابسته
به تکواژی می‌گویند که کاربرد (معنای) مستقل در جمله ندارد و به‌تنهایی یک واژه به‌شمار نمی‌آید و بر دو نوع است:
- تکواژ وابستهٔ تصریفی: تکواژهایی را گویند که واژهٔ تازه‌ای نمی‌سازند؛ بلکه حالت واژه را تغییر داده و آن را برای قرار گرفتن در جمله تغییر می‌دهد. انواع تکواژهای تصریفی عبارتند از:

۱)نشانه‌های جمع «ها» و «ان»، نشانه‌های جمع عربی «ون/ین/ات» و همچنین «جات» : درختان، کوه‌ها، مؤمنون، مسئولان،انتقادات. کارخانجات و …
۲)نشانهٔ یای نکره (ناشناس) «ی» : کتابی (یک کتابِ) ارزشمند
۳)پسوند صفت‌های عالی و تفضیلی «ترین و تر» : بزرگ‌ترین، خوب‌تر و…
۴)پیشوندهای فعلی: بِ، مَ، می، همی، نَ: برو، مَیَنداز، می‌خواهند، همی خواهند، ننویس و…
۵)شناسه‌های مضارع: - م/ - ی / - د / یم / ید / - ند : خوانم، خوانی، خواند، خوانیم، خوانید، خوانند
۶)علائم کمکی در ماضی نقلی: ام / ای / است+Φ(تکواژ صفر) / ایم / اید / اند : گفته‌ام، گفته‌ای، گفته است، گفته‌ایم، گفته‌اید، گفته‌اند
۷)علامت‌های ماضی‌ساز: د / ید : رساند، رسانید
۸)تکواژ گذراسازِ «ان» : بجهان (ب + جه + ان)، رساند (رس + ان + د)
نکته‌ای دربارهٔ تکواژ صفر(Φ): این تکواژ در نوشتار دیده نمی‌شود. همچنین در گفتار نیز خوانده نمی‌شود؛ با وجود این، در محاسبهٔ تعداد تکواژِ یک جمله به‌شمار می‌آید.
۱)تکواژ صفر در شناسه‌های سوم شخص مفرد فعل‌های ماضی (به‌جز ماضی التزامی که در آن «َد» شناسه است) دیده می‌شود: رفت = رفت+Φ، رفته‌بود = رفت+ه+بود+Φ رفته است = رفت+ه+است+Φ
۲)تکواژ صفر در فعل «است (هست)» نیز به حساب می‌آید: است= است+Φ (۲ تکواژ)
۳)تکواژ صفر در فعل‌های امری دوم شخص مفرد نیز دیده می‌شود: بخوان = ب+خوان+Φ (۳ تکواژ)
- تکواژ وابستهٔ اشتقاقی: تکواژهایی را گویند که باعث ایجاد واژه‌ای جدید با معنایی مستقل می‌گردند. مانند: «ار» در رفتار، «چه» در بازیچه، «بان» در باغبان و…

## تکواژ چندوجهی
برخی از وندهای تصریفی را تکواژ چندوجهی (portemanteau) می‌نامند، زیرا در آنِ واحد، به بیش از یک مفهوم دلالت می‌کنند، مانند شناسه در زبان فارسی که هم‌زمان به شخص و شمار دلالت می‌کند و نمی‌توان مشخص ساخت که کدام بخش تکواژ به شخص یا شمار مربوط می‌شود.